# 大仰天
大仰天（だいぎょうてん）は、フリーで活動する日本のお笑いコンビ。2024年6月までプロダクション人力舎に所属していた。

## メンバー
木場 事変（こば じへん、1993年12月7日 - ）（31歳）
旧芸名及び本名：木場 知徳（こば とものり）。長崎県東彼杵郡波佐見町出身。波佐見町立波佐見中学校卒業、佐世保工業高等専門学校中退（3年次）。
趣味・特技は日本史（月に一度は日本史のライブを開催）。
趣味はベース、野球、エロ漫画鑑賞。特技は変な体験談。
スクールJCA24期出身。在学中に林田洋平、酒井貴士（ザ・マミィ）とトリオ「卯月」を結成し、3年ほど活動するも方向性の違いにより解散。

田口 優斗（たぐち ゆうと、1994年6月4日 - ）（31歳）
愛知県岡崎市出身。
趣味はスイーツ巡り（1人でパンケーキを食べに行く）、なか卯（好きすぎるあまりアルバイト経験あり）、K-POP。
特技は手を汚さずパフェを食べられること、川を3時間以上眺められること、マッチング（相席屋で5年以上のアルバイト）。
普通自動車免許、電気工事士2種、リスニング英語検定2級、パスポートを所持している。
スクールJCA25期出身。かつては真鍋賢司とコンビ「ゆうけんず」、三宅優氏（元アカヤケ）とコンビ「コイウタ」を組んでいた。

## 芸風
漫才とコント両方を演じる。2022年・2023年のM-1グランプリでは準々決勝まで進出。出囃子はTRI4THの『DIRTY BULLET』。
2024年6月30日、プロダクション人力舎の公式X（旧：Twitter）アカウントにて同日付で事務所を退所し、今後はフリーとして活動していく旨が発表された。

## 賞レース成績

### M-1グランプリ
| 年度 | 結果         | エントリー No. | 会場                        | 日程     | 備考 |
| ---- | ------------ | -------------- | --------------------------- | -------- | ---- |
| 2019 | 2回戦進出    | 427            | 雷5656会館ときわホール      | 10月17日 |      |
| 2020 | 1回戦敗退    | 702            | シダックスカルチャーホールA | 8月18日  |      |
| 2021 | 1回戦敗退    | 1323           | シダックスカルチャーホールA | 9月7日   |      |
| 2022 | 準々決勝進出 | 293            | ルミネtheよしもと           | 11月13日 |      |
| 2023 | 準々決勝進出 | 3939           | ルミネtheよしもと           | 11月22日 |      |
| 2024 | 2回戦進出    | 5947           | 雷5656会館ときわホール      | 10月20日 |      |

### その他
- 2023年 第44回ABCお笑いグランプリ 最終予選進出

## 出演

### テレビ
- 矢作と山崎と（FOD）木場のみ[11]

### ネット番組
- チャンスの時間（ABEMA）木場のみ - 2023年3月19日・6月4日
- アメトーーク!CLUB（テレビ朝日）木場のみ - 2023年5月5日

### ラジオ
- 大仰天のGERA NEXT （GERA放送局）- 2022年12月6日・13日・20日・27日[12]